# Punkterad brunbagge
Punkterad brunbagge (Hallomenus axillaris) är en skalbaggsart som först beskrevs av Johann Karl Wilhelm Illiger 1807.  Punkterad brunbagge ingår i släktet Hallomenus, och familjen brunbaggar. Enligt den svenska rödlistan är arten nära hotad i Sverige. Arten förekommer i Götaland, Gotland, Öland, Svealand, Nedre Norrland och Övre Norrland. Artens livsmiljö är skogslandskap, jordbrukslandskap.

## Bildgalleri

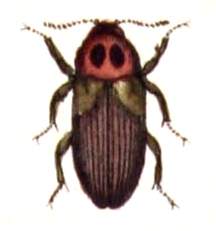